# Глухів (станція)
Глухів — проміжна залізнична станція 4 класу на одноколійній неелектрифікованій лінії Макове — Глухів — Баничі, що підпорядкована Південно-західній залізниці Конотопської дирекції і розташована у однойменному місті Глухів Сумської області.

## Загальна інформація
- Адреса вокзалу станції: вул. Вокзальна 1, м. Глухів.
- Вокзал станції працює:

08:00-17:00 (вівторок, середа, четвер);
08:00-21:00 (понеділок, п'ятниця, субота, неділля).
- Каса станції працює:

08:00-17:15; Перерва на обід з 12:00 до 13:00
Вихідний — четвер, неділя.
Номер телефону довідки:05444-2-27-52

## Пасажирське сполучення
Приблизно з 2015 року на станції Глухів пасажирське сполучення припинилось 

## Історія
Наприкінці XIX століття та на початку XX століття від станції Макове до станції Локоть через Глухів було прокладено вузькоколійну залізницю (колія 1000 мм) загального користування Ворожба — Зернове. Вона належала Московсько-Києво-Воронезькій залізниці. Одночасно із залізницею було побудовано будівлю вокзалу та чотири дерев'яних житлових будинки (на кілька квартир кожен) для залізничників.
Тоді ж станція Глухів за обсягами вантажної роботи (наприкінці XIX століття і початку XX століття) майже не поступалася станціям Конотоп та Бахмач. Звідси відправляли щороку мільйон пудів вантажів, одержували більше півмільйона.
При будівництві залізничної станції, а саме при прокладанні маневрених шляхів, на відрізку в 200 м, починаючи від теперішнього «Есманського переїзду», було знято височину (ухили) висотою в кілька метрів та шириною до 50 м. В той же час над прокладеними шляхами був спорудженийний міст для проїзду транспорту в Есманскому напрямку. Але у 1920-ті роки XX століття західна опора мосту дала тріщину. Тому міст було розібрано, обладнавши поруч переїзд («Есманський переїзд»).
Починаючи з 1917 року до 1928 року колії було замінено, але при цьому на ділянці Берізка — Макове вузькоколійку було замінено на ширококолійну лінію. Остаточно вузькоколійну залізницю розібрали у 1931 році.
У 1930-тих роках для вивозу каменю з Баницькоко кар'єру була прокладена залізнична гілка Глухів — Баничі.

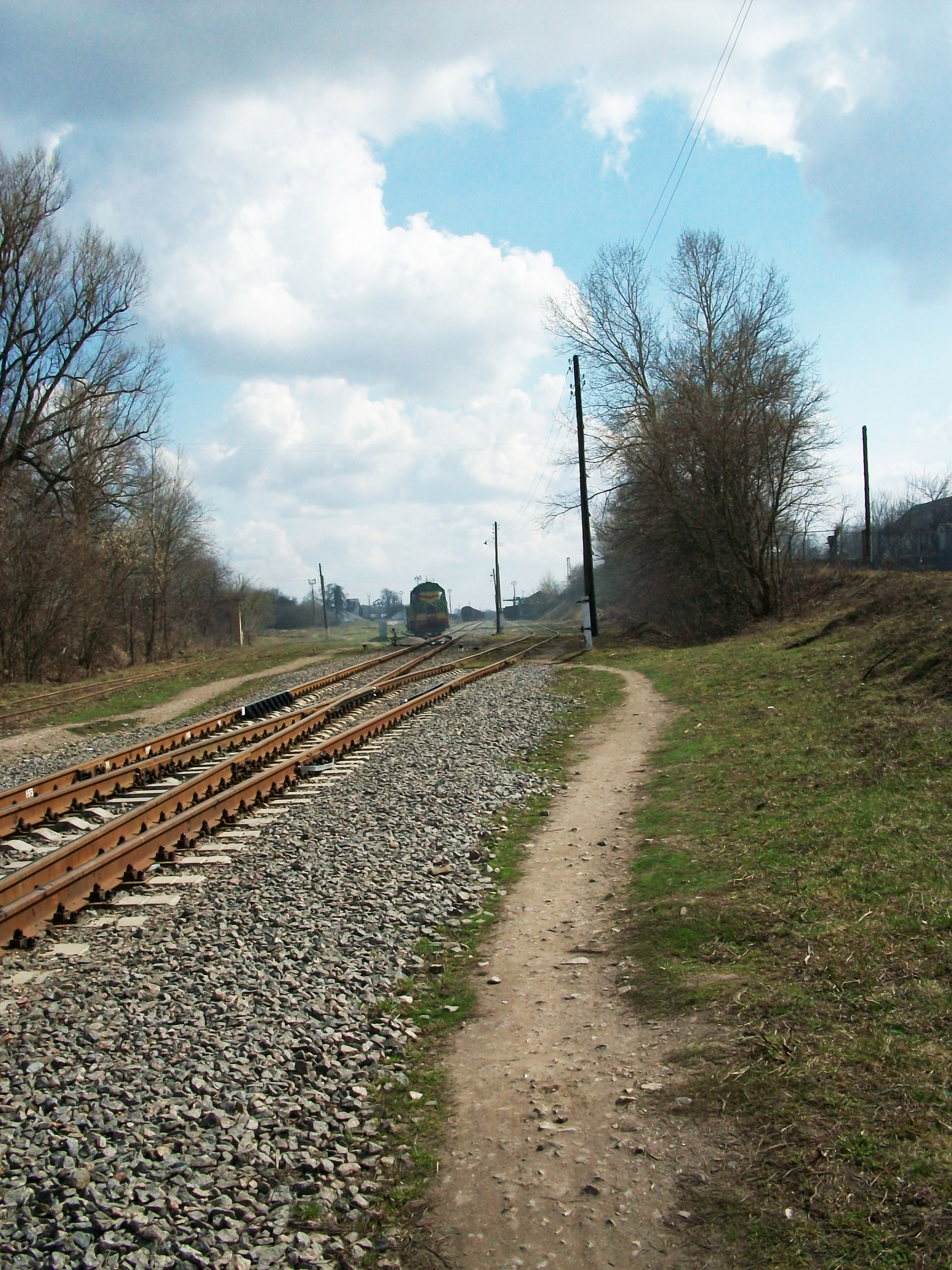
Залізничні колії до станції (10 квітня 2010 року)

На початку німецько-радянської війни червоноармійці підірвали залізничний міст через Скоропадське озеро, а у 1942 році силами партизанских загонів два мости між Локтем та Заруцьким (після цього станція стала називатися не Заруцька, а Заруцький) також були підірвані. Тоді ж колію на ділянці Локоть — Заруцький розібрали.
Наприкінці 1950-тих років станція перейшла у підпорядкування Київському управлінню Південно-Західної залізниці. Тоді, у 1961 році, на місці старого залізничного вокзалу було побудовано новий.
Під час Карибської кризи у 1962 році на станції Глухів йшло відвантаження ракет на Кубу.
Для прискорення розвантаження сипучих вантажів з напіввагонів на початку 1970-тих років була побудована висока платформа.
З 1994 року приміський пасажирський рух на станції було закрито, але враховуючи потребу в приміських перевезеннях у місті Глухові, залізничниками Південно-Західної магістралі у 2007 році було здійснено капітальний ремонт колійного господарства на дільниці Макове — Глухів довжиною близько 35 км і 16 січня 2008 року запроваджено рух дизель-поїзда.
Зупинний пункт Заруцький (ЄМР:328418) відповідно телеграмі від 24 жовтня 2012 року було закрито, а лінію Макове — Заруцький перейменовано на Макове — Глухів.